# Phorocera tenuiseta
Phorocera tenuiseta är en tvåvingeart som först beskrevs av Macquart 1846.  Phorocera tenuiseta ingår i släktet Phorocera och familjen parasitflugor.
Artens utbredningsområde är Franska Guyana. Inga underarter finns listade i Catalogue of Life.